# Pseudolaelia pavopolitana
Pseudolaelia pavopolitana là một loài thực vật có hoa trong họ Lan. Loài này được M.Frey mô tả khoa học đầu tiên năm 2005.